# لانتانا بالانسية
لانتانا بالانسية (الاسم العلمي:Lantana balansae) هي نوع من النباتات تتبع جنس اللانتانا من الفصيلة اللويزية.